# Sean Teale

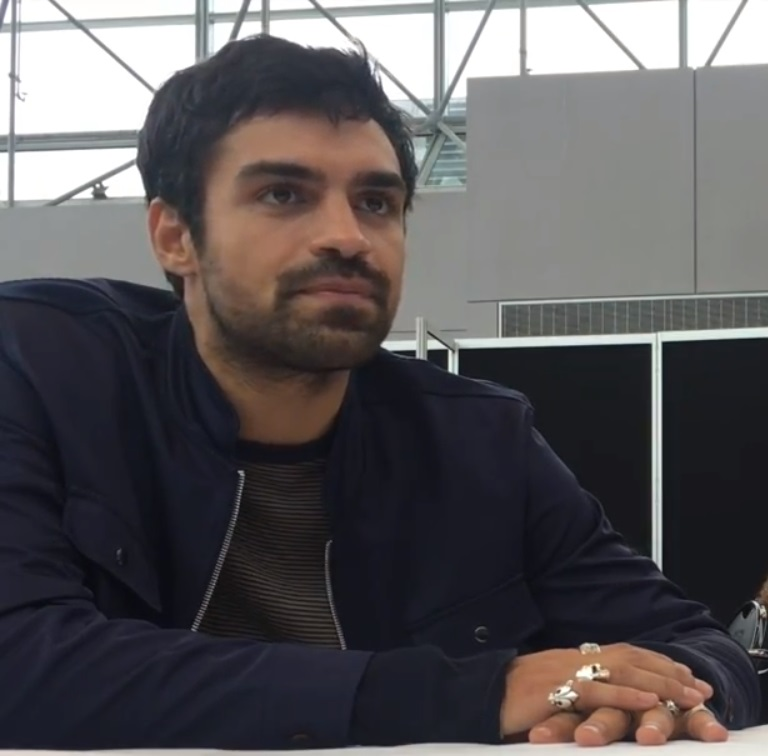
Sean Teale, 2017

Sean James Teale (* 18. Juni 1992 in Putney, London, England, Vereinigtes Königreich) ist ein britischer Schauspieler.

## Leben
Sean Teale wurde im Juni 1992 als Sohn von Noel und Fini Teale in Londoner Stadtteil Putney geboren. Er ist venezolanischer, spanischer und walisischer Herkunft. Er besuchte gemeinsam mit Toby Regbo die Latymer Upper School in Hammersmith und war dort sehr sportbegeistert. Er spielte Rugby und Fußball, zudem war er in der Schauspiel-AG tätig. Während einer Theateraufführung wurde er von einem Schauspielagenten entdeckt. Er beschloss daraufhin Schauspieler zu werden. Er begann ein Studium für Geschichte und Volkswirtschaft an der University of Manchester, welches er für seine Schauspielkarriere abbrach.
Sein Schauspieldebüt gab Teale 2010 an der Seite von Tom Hardy in dem Kurzfilm Sergeant Slaughter, My Big Brother. Der Kurzfilm gewann mehrere Preise. Im selben Jahr spielte er die Rolle eines Werwolfes in der Nickelodeon-Fernsehserie Summer in Transylvania.
2011 stieg Teales Popularität, als er eine Hauptrolle in der E4-Jugendserie Skins – Hautnah erhielt. In der fünften und sechsten Staffel war er dort als Nicholas „Nick“ Levan zu sehen. Nach seinem Ausstieg nach der sechsten Staffel war er in einem Gastauftritt in der Miniserie Die Bibel. 2013 hatte Teale Rollen in den Fernsehfilmen Yeti und We Are the Freaks inne. Anfang 2014 war er in der Hauptrolle des Franco in der zweiten Staffel der ITV-Dramaserie  Mr Selfridge zu sehen.
Von Oktober 2014 bis Mai 2015 verkörperte er die Hauptrolle des Conde in der The-CW-Kostümserie Reign. 2015 ist er an der Seite von Milla Jovovich und Pierce Brosnan in dem Actionthriller Survivor zu sehen.

## Filmografie (Auswahl)
- 2010: Summer in Transylvania (Fernsehserie, Episode 1x04)
- 2011–2012: Skins – Hautnah (Skins, Fernsehserie, 18 Episoden)
- 2013: Yeti (Deadly Descent: The Abominable Snowman, Fernsehfilm)
- 2013: Die Bibel (The Bible, Fernsehserie, Episode 1x02)
- 2013: We Are the Freaks
- 2014: Mr Selfridge (Fernsehserie, 10 Episoden)
- 2014–2015: Reign (Fernsehserie, 22 Episoden)
- 2014: The Red Tent (Fernsehmehrteiler)
- 2015: Survivor
- 2016–2017: Incorporated (Fernsehserie, 10 Episoden)
- 2017–2019: The Gifted (Fernsehserie, 29 Episoden)
- 2022: Rosalinde (Rosaline)
- 2023: Who is Erin Carter?
- 2024: Mother of the Bride